# New York World's Fair 1939
New York World’s Fair 1939 även kallad New York Expo var en världsutställning som ägde rum 30 april 1939–31 oktober 1940 i Flushing Meadows–Corona Park, stadsdelen Queens, Long Island, New York City. Arrangör var konsortiet The New York World’s Fair Corporation (WFC) och utställningen var den största som någonsin hade arrangerats i hela världen. Utställningens motto var The World of Tomorrow. Evenemangets president och högste ansvarig var politikern och PR-mannen Grover Whalen. 63 nationer och cirka 1 300 företag från ett 40-tal olika branscher hade representation på New York-utställningen. Bland dem fanns samtliga nordiska länder. Kina och Tyskland medverkade inte.
Området tog i anspråk cirka 5 km2, med bland annat 38 km asfalts- och betonglagda vägar, eget busstrafiknät med 32 hållplatser, 23 km huvudledningar för vatten, 30 miljoner fot timmer, 10 000 fullvuxna almträd, två miljoner buskar, 9 000 ton belysningsmaterial och 1 000 ton färg. Inom området fanns kyrkor, banker, postkontor, nöjesfält och sjukhus med BB-avdelning. Enbart nöjesfältet hade lika stor yta som hela världsutställningen i Paris år 1937.
När grindarna till utställningen öppnade den 30 april 1939 var det på dagen 150 år efter det att George Washington i New York svor eden som USA:s första president. Hela 200 000 personer deltog i festligheterna på öppningsdagen. 38 000 hedersgäster samlades på Court of peace framför en väldig läktare där president Franklin Roosevelt stod mellan två vägginskriptioner med orden Fred och Enighet. Presidenten förklarade utställningen öppen för hela mänskligheten och framhöll att Amerika följer den stjärna som leder till god vilja mellan folken, till framåtskridande för mänskligheten, till större lycka och mindre vedermöda samt framför allt till fred. Utställningen hade cirka 45 miljoner besökare.

## Utställningens byggnader
I april 1939, ett halvt år innan utbrottet av andra världskriget, visade USA upp sin egen designmedvetenhet i 1939 New York World’s Fair. Utställningen var uppdelad i sju zoner; transport, kommunikation, livsmedel, samhällsstyre, produktion, hälsa och vetenskap. Zonerna eller temaområdena var ordnade utefter avenyer och med utsikter utgående från två centrala byggnader som blev symbol för utställningen. Den ena var den klotrunda ”Perisphere”, den andra en spetsformad, drygt 60 meter hög byggnad, kallad ”Trylon”, gestaltade av arkitekterna Wallace Harrison och André Fouilhoux. (Se även engelska: Trylon and Perisphere)
Trylon och Perisphere var vitmålade och utgjorde grunden till en färgskala från ljusa till mörka nyanser från utställningens centrala delar mot utkanten. På kvällen belystes utställningens byggnader på ett effektfullt sätt. ”Historiens största ljusfest” var omdömen som förekom om utställningen. Iögonfallande var också den kupolformade paviljongen med sina ljusränder för United States Steel och General Electrics byggnad som kröntes av en stor ”stålblixt”. Totalt fanns 375 byggnader på utställningsområdet varav ett hundratal var framtagna av arrangören WFC. Störst av alla var General Motors byggnad med en yta på 27 800 m2
Staden New Yorks paviljong är en unik kvarvarande byggnad, som 1945–1950 var platsen för Förenta Nationernas generalförsamling, 1964–1965 hyste ännu en världsutställning och sedan år 1972 hyser Queens Museum of Art. (Se artikeln om museet för mer information om byggnaden.)

## Utställningens budskap
Se även The New Deal.

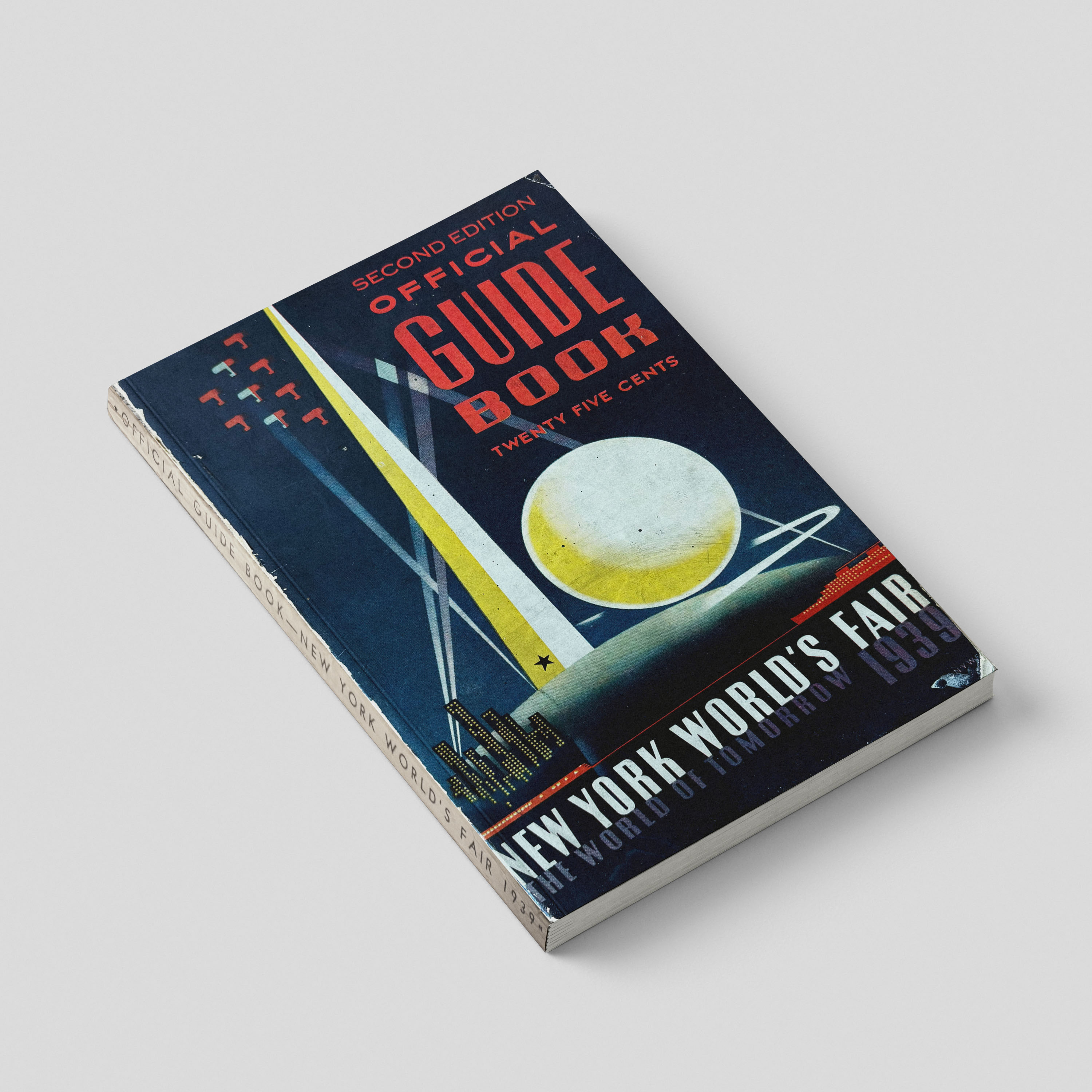
Den officiella guideboken har ett omfång på 260 sidor.

Utställningens tema var ”att bygga morgondagens värld” (Building The World of Tomorrow). I denna framtidsvärld spelade den industriella formgivningen en central roll. Det nya begreppet industridesign föddes. Bland utställarna märktes Ford som hade en provbana för bilar och General Motors som bjöd besökaren på en framtidsresa till år 1960. I avdelningen för telekommunikationsföretaget AT&T kunde utvalda besökare ringa gratis över hela USA.
Det vilade mycket science fiction över världsutställningen i New York, exempelvis visades idén med Raymond Loewys futuristiska rymdskepp, som kunde transportera passagerare från New York till London. Loewy presenterade även ett strömlinjeformat lok för Pennsylvania Rail Road Company. Strömlinjeform blev den amerikanska varianten av funktionalismen. Nästan allt från ångloket och bilen till pennvässaren skulle vara strömlinjeformat. Vid sidan om utställningsbyggnader för de stora amerikanska företagen fanns även paviljonger för bland annat Sovjetunionen, Storbritannien, Turkiet och 60 nationer till. Men Sverige hamnade på en speciell plats.

## Sveriges deltagande

### Organisation
Amerikas beskickning i Sverige framförde den 4 december 1936 en officiell inbjudan från president Roosevelt till den svenska regeringen om att delta i New York-utställningen. Planeringsarbetet började strax därefter med den så kallade New York-utredningen för att ta reda på förutsättningar för Sveriges deltagande. Bland annat gjordes marknadsundersökningar både i Sverige och USA för att dels få en känsla för den allmänna opinionen och dels få tillgång till expertutlåtanden. Undersökningarna gjordes i samarbete med Institutet för marknadsundersökningar (IMU) under överinseende av professor Gerhard Törnqvist vid Handelshögskolan i Stockholm samt Mr N L Prindle, manager of the research department of Erwin, Wasey & Co, New York, som var ägare till svenska annonsbyrån Ervaco.
Sveriges paviljong planerades och genomfördes av projektorganisationen Bestyrelsen för Sveriges deltagande i New York-utställningen 1939 som leddes av utställningsdirektör Karl Wessblad. Utställningsdirektör, även kallad expodirektör, var en ny befattning. Avsikten med detta var att dela upp arbetet så att utställningsdirektören skötte arbetet på hemmaplan medan generalkommissariens huvudsakliga uppgifter var på utställningsorten. På rekommendation av hedersordföranden Josef Sachs utsågs diplomaten Folke Bernadotte till generalkommissarie med Hugo Hamilton som biträdande. Disponent Elof Ericsson från Åtvidaberg industrier fick ordförandeposterna i både utställningsbestyrelsen och verkställande utskottet.
Det huvudsakliga innehållet i Sveriges deltagande beslutades på bestyrelsens sammanträde den 4 april 1938. Hela satsningen paketerades med ett djärvt tonläge i rubriken ”Sweden speaks of present achievements and future aspirations”. Rubriken monterades upp vid entrén till det svenska utställningsområdet i anslutning till konstnärligt utförda bildmontage.
| Namn                | Titel                            | Organisation                                           |
| ------------------- | -------------------------------- | ------------------------------------------------------ |
| Karl Wessblad       | Direktör                         | Ett flertal                                            |
| Elof Ericsson       | Disponent (ordförande)           | Åtvidabergs industrier                                 |
| Karin Collin        | Politiker, förbundsordförande    | Centerkvinnorna, statlig utredare                      |
| Torsten Hèrnod      | Direktör                         | Svenska cellulosa AB, Sveriges allmänna exportförening |
| Albin Johansson     | Direktör                         | Kooperativa förbundet                                  |
| Axel Ax:son Johnson | Generalkonsul                    | Axel Johnsongruppen, Avesta Jernverks AB               |
| Olof Lamm           | Generalkonsul                    | Svenska handelskammaren i New York                     |
| August Lindberg     | Fackföreningsledare, ordförande  | Landsorganisationen i Sverige (LO)                     |
| Bo Lindman          | Kapten, ordförande               | Svenska idrottsförbundet                               |
| B G Ljungberger     | Direktör                         | Sveriges allmänna exportförening                       |
| Alva Myrdal         | Politiker                        | Ett flertal                                            |
| Eva Nyblom          | Chefredaktör                     | Idun                                                   |
| Ivar Persson        | Agronom, politiker               | Bondeförbundet                                         |
| Josef Sachs         | Generalkonsul (hedersordförande) | Nordiska Kompaniet                                     |
| Oscar Thorsing      | Pressattaché                     | Utrikesdepartementet                                   |

| Namn             | Titel                  | Organisation                                                 |
| ---------------- | ---------------------- | ------------------------------------------------------------ |
| Elof Ericsson    | Disponent (ordförande) | Åtvidabergs industrier                                       |
| Björn Edström    | Direktör               | Svenska Aluminiumkompaniet                                   |
| Axel Johnson J:r | Direktör               | Rederi AB Nordstjernan                                       |
| Carl Lamberth    | Sekreterare            | Kungl Kommerskollegium, ämbetsverket för handel och industri |
| Åke Stavenow     | Fil dr                 | Svenska slöjdföreningen                                      |
| Folke Stenbeck   | Direktör               | Ervaco                                                       |
| A H Stensgård    | Direktör               | Sveriges allmänna lantbrukssällskap                          |
| Eskil Sundahl    | Professor              | Kooperativa Förbundets Arkitekt- och Ingenjörsbyrå, KFAI     |
| Folke Thunborg   | Sekreterare, politiker | Ett flertal                                                  |
| Sven Markelius   | Byggnadsråd            | Eget arkitektkontor                                          |

### Invigning

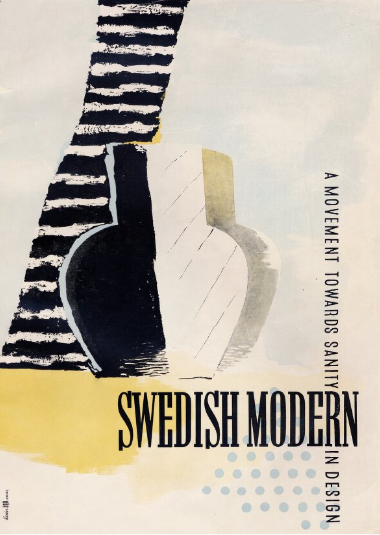
Svenska utställningskatalogen med omslag av Karin Ageman.

Expogodset till Sveriges paviljong vägde cirka 300 ton och skickades i 1 200 kollin till New York med tre olika båttransporter. Bräderna som användes för att bygga transportlådorna till godset hade en total längd på 2,5 mil. Godset försäkrades till ett värde av en halv miljon kronor. Detta var enbart tillverkningsvärde och inte marknadsvärde.
Sveriges paviljong invigdes fredagen den 5 maj 1939. Det gjordes med en bankett dit 200 gäster var inbjudna. Invigningen som både sändes i radio och journalfilmades började med presslunch i paviljongens restaurang Tre Kronor varefter Folke Bernadotte hälsade alla välkomna. Även Sveriges minister i Washington Wollmar Boström talade och förklarade paviljongen öppnad. En amerikansk militärmusikkår spelade svenska melodier och the Swedish Glee Club sjöng sången Hör oss, Svea. Från den amerikanska utställningsledningen talade bland andra generalkommissarie Edward J Flynn och utställningspresident Grover Whalen som sa: ”Människorna har redan långt före det officiella öppnandet stormat er paviljong och ni kan bestämma er för att spela för fullt hus hela tiden. Svensk stil, svenska möbler, svensk mat, svensk socialpolitik, allt detta är saker som vi börjat förstå här. Sweden speaks [vilket stod på bildmontaget vid entrén till paviljongen] och när Sverige talar har världen alla skäl att lyssna.”
Kungen utnämnde expodirektör Wessblad och byggnadsråd Markelius till riddare av Nordstjärneorden. Till riddare av Vasaordens första klass utnämndes ordföranden i utställningskommittén Nils K Tholand, ingenjör John S Kullby, konstnären Anders Beckman, chefen för svenska pressbyrån i New York Birger Nordholm samt biträdande ingenjör vid statens järnvägsbyggnader G O A Alland.

### Sveriges paviljong
En av de först påtänkta huvudarkitekterna för Sveriges paviljong var Artur von Schmalensee. Slutligen blev det arkitekt och byggnadsråd Sven Markelius som fick uppdraget. Utställningspaviljongen blev en stor personlig framgång för Markelius och gav honom viktiga kontakter för framtiden i USA.
Markelius skrev själv om projektet i tidningen Byggmästaren, att den svenska utställningen till form och storlek i början var planerad som starkt begränsad. Utställningen skulle inrymmas i en av den amerikanska utställningsledningen uppförd hall (”unit building”). Vid ett besök på platsen konstaterades emellertid att det inte var tillräckligt representativt med hänsyn till det stora intresset för Sverige och svenska förhållanden. Amerikanska utställningsledningen önskade också ett mer omfattande deltagande från Sverige och ställde därför utan extra kostnad till förfogande en centralt belägen tomt med en areal på 5 000 m2. Tomtytan, som var tio gånger större än den först tilltänkta inne i hallen, låg på Market Street mellan Lincoln Square och Washington Square, i område nr 4 som var inriktat på mat (Food Zone), inte långt från centrum med Trylon och Perisphere.
Den svenska utställningen skulle då hamna mitt i det amerikanska området. Till förmånerna i erbjudandet om platsen hörde att organisationen WFC tog på sig att utföra landskapsarkitekturen kring området. En stor fördel var också att området var beläget vid passagen till nöjesfältet dit en livlig trafik kunde förväntas.
Uppgiften att uppföra en egen utställningsbyggnad blev samtidigt rätt mycket större. Enligt villkoren skulle maximalt 75 procent och minst 35 procent av tomten bebyggas. Enbart takytan skulle bli minst 2 000 m2 vilket var fyra gånger mer än i den först tilltänkta hallen. Väggytan var tre gånger så stor. Den svenska regeringen godkände ändringen i planerna under förutsättning att det kunde genomföras inom samma kostnadsram vilket också lyckades. Markelius lösning blev ett område med till stor del öppna loggior.
Amerikanska arkitektur- och byggnadsfirman Pomerance & Breines uppförde den svenska paviljongen efter Markelius ritningar under organisation och ledning på plats av ingenjörerna Lennart Hellstedt och John S Kullby. Kontrollanter var de svenska arkitekterna C Koch och J Meier. Till det förberedande konstruktionsarbetet anlitades ingenjör Stig Ödeen.

#### Området
Huvudentrén var öppen och luftig varifrån innergården var väl synlig under en 70 meter bred taksektion som påminde om en gigantisk flygplansvinge. Markelius grupperade de 4–6 meter höga paviljongbyggnaderna kring en trädgårdsanläggning med svenska björkar, körsbärsträd och blomsterrabatter med prästkragar, the Swedish Square, som rönte stor uppmärksamhet. Från Sverige hade fraktats gotländsk kalksten till innergårdens terrass. Kalkstenen skänktes till USA efter utställningen. Bland annat fanns här bronsstatyn Folke Filbyter utförd av Carl Milles och en anspråksfull kristallfontän formgiven av Vicke Lindstrand från Orrefors glasbruk. Rykten strax efter invigningen gjorde gällande att en amerikansk miljonär ville köpa fontänen. Skulptören Carl Eldh ställde ut en staty av Engelbrekt Engelbrektsson. Det fanns en biograf, vars maskinella utrustning bekostades av Kooperativa förbundet, och en restaurang på området. Restaurangen med namnet Three Crowns drevs av rederiet Svenska Amerikalinjen under ledning av dess New York-chef Hilmer Lundbeck. Restaurangen rymde 300 gäster.
Grafiska bildmontage stod konstnärerna Bibi Lindström och Anders Beckman för. Huvudentréns budskap var ”Sweden speaks of present achievements and future aspirations” skrivet med stora bokstäver intill. Grinden av rostfritt stål kom från Avesta Jernverk och hade skänkts av Axel Ax:son Johnson. Ett stort porträtt av Per Albin Hansson mötte besökaren vid informationsdisken i mottagningshallen. Paviljongens tema var den svenska modellen med demokratins och välfärdens framsteg som precis tagit ett avgörande kliv i Sverige då Saltsjöbadsavtalet var relativt nytt. Intresset för Sverige och ”Sverige: medelvägen” (Sweden: the Middle Way), där kapitalism och socialism tycktes kunna förenas, var stort.

#### Inredning och konsthantverk

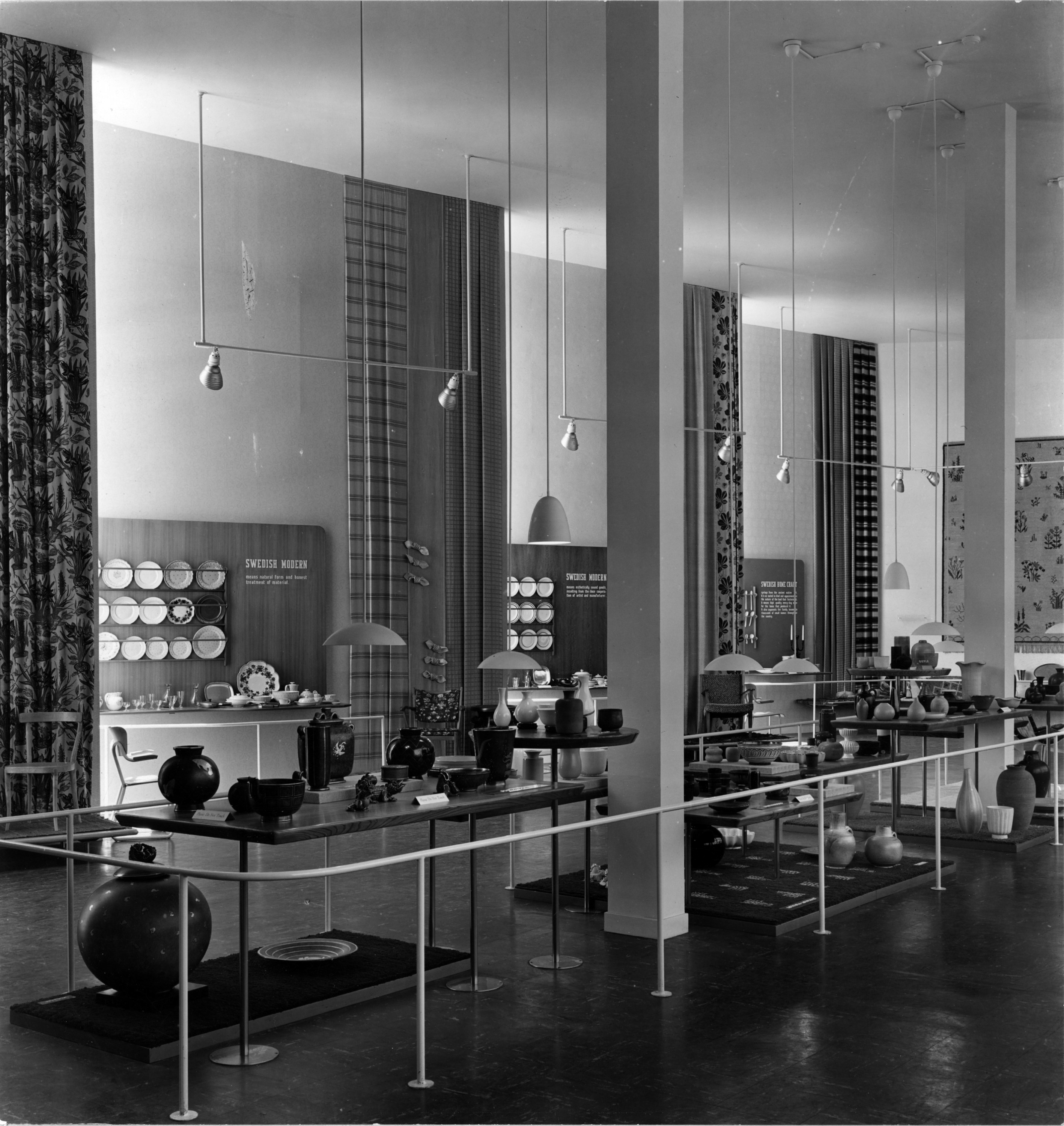
Konstindustrihallen med temat Swedish Modern visade heminredning samt köks- och hantverksföremål från tidens ledande svenska formgivare. (1939)

Utställningens konstindustrihall fylldes av heminredning, hantverksföremål och mönster vars utställningsytor arrangerades av Svenska slöjdföreningen under ledning av fil dr Åke Stavenow och i samarbete med flera av tidens ledande svenska inredningsarkitekter, möbel- och armaturproducenter samt formgivare. Temat för utställningen var Swedish Modern som också var titeln på utställningskatalogen producerad av Karin Ageman.
Här visades ett sportstugerum formgivet och inrett av Elias Svedberg och Astrid Sampe från Nordiska kompaniet. Åtvidabergs industrier med disponent Elof Ericsson i spetsen ställde ut specialtillverkade möbler ritade av arkitekt Carl-Axel Acking i kontorsrummen till utställningspaviljongens direktör Folke Bernadotte. Estrid Ericson och Josef Frank gestaltade ett vardagsrum med geometriska former för inredningsfirman Svenskt tenn. Bruno Mathsson var representerad med sina kända böjträstolar. Märta Måås-Fjetterström och Elsa Gullberg medverkade med mattor och textilier i ett vardagsrum av Carl Malmsten. Bodafors möbelfabriker visade upp ett vardagsrum komponerat av Axel Larsson. Gustaf Axel Berg, som även gav form åt de 250 korgstolarna på området, visade ett kombinerat kök och vardagsrum med matvrå i samarbete med Åke Huldt. Erik Chambert ställde ut stolar.
Kosta, Strömbergshyttan och Åfors presenterade glas formgivna av Elis Bergh, Gerda Strömberg och Edvin Ollers som också var engagerad i tennförmål hos Schreuder & Olsson. Orrefors visade upp graverade glaspjäser med figurala motiv av Edvin Öhrström, Edward Hald, Nils Landberg, Sven Palmqvist och Vicke Lindstrand som stod bakom kristallfontänen utomhus på Swedish square. Gustavsberg visade keramik, prydnadsföremål och serviser utförda av Wilhelm Kåge. Uppsala Ekeby ställde ut pjäser av Harald Östergren och Sven Erik Skawonius. Rörstrand visade föremål av Gunnar Nylund. Gefle Porslinsfabrik ställde ut stengods och flintgods av Arthur Percy. Edgar Böckman, Erich Triller och Ingrid Triller medverkade med föremål av keramik.
Svenskt guld och silver visades upp av Guldsmedsaktiebolaget med Just Andersson, Jacob Ängman, Folke Arström, Sven Arne Gillgren och Ture Jerkeman, Borgila med Erik Flemming och Karl Anderson ställde ut en praktfull budkavel i guld och silver från kungens 80-årsdag samt representerades av Helge Lindgren, Viking Göransson och Sylvia Stave. Ivar Ålenius-Björk och Wiwen Nilsson hävdade enligt vissa bedömare sin särställning och speciella stil med föremål från Ystad-Metall för vilka också Stig Blomberg, Ulla Fogelklou-Skogh och Hugo Gehlin gjorde sig gällande. W A Bohlin representerades av Henrik Bohlin och Oscar Brandtberg. C F Carlman visade silverföremål av Sven Carlman och Erik Råström.
Handarbetets vänner visade mattor och hemslöjdsartiklar från Greta Gahn och Alf Munthe i samarbete med Svensk hemslöjd vilket också ansågs vara ett exempel på hur äldre och modern stil kunde samsas i ett rum. Systrarna Gocken Jobs och Lisbet Jobs medverkade med sina textilier och mönster. Licium ställde ut draperityger av Sofia Widén, Susan Gröndal och Greta Olde-Holmberg. Lund & Wahlund textilier visade upp draperier och tyger av Alice Lund och Barbro Wahlund. Eivor Fisher var representerad med broderier och tyger av Anna-Lisa Hillerström. Duro och Norrköpings tapetfabrik visade mönster utförda av Elsa Gullberg, Sven Erik Skawonius, Carl-Axel Acking och Sven Hesselgren. För Elsa Gullberg medverkade också Märta Afzelius.
Den svenska inredningens mjuka former skilde sig markant från USA:s utopiska estetik.

#### Roterande smörgåsbord
En populär och livligt omskriven tilldragelse på den svenska paviljongen var det runda, roterande smörgåsbordet på restaurang Three Crowns. Det passade också bra eftersom Sverige befann sig i det amerikanska område som kallades Food Zone. Av matsalens 300 platser fanns cirka 30 av dem vid smörgåsbordet.
Det roterande smörgåsbordet var eldrivet, elvärmt och elkylt. Ungefär tre fjärdedelar av bordsytan var tillgängliga för gästerna. Återstående sektor befann sig innanför ett utskjutande hörn av serveringsrummet där personalen fyllde på faten i takt med att de tömdes. Bordet projekterades av civilingenjör Alvar Lenning och byggdes av ett par svenska företag. Bordet hade ett inbyggt Servel-Electroluxaggregat (engelska: Servel) för kylning och åtta vitemaljerade 150 W värmeplattor av fabrikatet Helios. Både kyl- och värmeaggregaten fick sin strömförsörjning via släpringar. Bordets rotation åstadkoms av en liten skruvmotor på en sjättedels hästkraft. De roterande delarna var lagrade på ett kullager av specialutförande. Smörgåsbordet roterade motsols vilket var bekvämast för högerhänta personer. Periferihastigheten var cirka 4 cm per sekund vilket ansågs tillräckligt sakta för att gästerna skulle hinna ta för sig av läckerheterna.

#### Belysning
Malmöföretaget Bröderna Malmströms fick uppdraget av Sven Markelius att planera, tillverka och leverera belysningsarmaturerna till det svenska utställningsområdet. Leveransen finns noggrant dokumenterad.
För allmänbelysning i entré, mottagningshallar och loggior användes spegelreflektorer. De monterades på längs väggarna gående ställningar av 3/4” järnrör och belyste väggar och tak. De flesta speglarna var omgivna av plåtreflektorer som liksom rörställningarna vitlackerades. Över Sverigekartan samt över borden i konstindustrihallen hängde olika formade plåtreflektorer i storlek 200–800 mm, samtliga vitlackerade, ritade av Sven Markelius. Över informationsdisken placerades pendlar med klockformade nedtill öppna halvklotformade armaturer av opalöverfångsglas, 250–400 mm i diameter. Dessutom hängde i ena änden av lokalen en pendel med rund sidenklädd glob, 1 m i diameter. Den ena restauranglokalen upplystes av 600 mm globpendlar av opalöverfångsglas, den andra av pendlar med halvklotformade nedtill öppna glas av champagneöverfång, utvändigt försedda med korgflätning för att matcha G A Bergs korgstolar. Det roterande smörgåsbordet belystes av 5 st spegelreflektorer, inbyggda i vitlackerade plåtreflektorer och monterades på en cirkelformad rörställning över bordet. Veranda och terrass upplystes av 600 mm globpendlar av opalöverfång. Över en bokdisk placerades 4 st speciellt konstruerade bordlampor. Ute i planteringarna stacks järnställningar ned i jorden för att kunna hänga ett större antal armaturer med glas i form av en japansk lykta utförda dels i champagneöverfång och dels i ljusgrön överfång. Flaggmasten belystes med 3 st strålkastare och ”Sweden”-skylten med 6 st spegelrännor. I butik och kontor monterades KG-armaturer, modell 3611.
Slutligen tillverkades tre specialarmaturer till generalkommissariatet där Folke Bernadotte hade sina rum med personal. Dessa ritades av arkitekt Carl-Axel Acking, som på uppdrag av Åtvidabergs industrier inredde generalkommissarie Folke Bernadottes kontor på området, och utfördes i blankpolerad mässing samt lackerad mässing. Serien hade en golvarmatur med tre ljuspunkter och pelare av almträ som togs fram i samarbete med Åtvidabergs industrier. Se även New York-serien.

### Sveriges speciella dag
Den 25 juni 1939 var Sveriges speciella dag på världsutställningen. Sveriges handelsminister Gustav Möller reste till New York för att studera utställningen och hålla tal med anledning av det. Levande reklam för Sverige och ett komplement till det svenska deltagandet på världsutställningen i New York var gymnastiktruppen Sofiaflickorna. De gjorde ”stormande lycka var de än visade sig i Amerika”, enligt dagstidningen Bohusläningen.

### Dalahästen

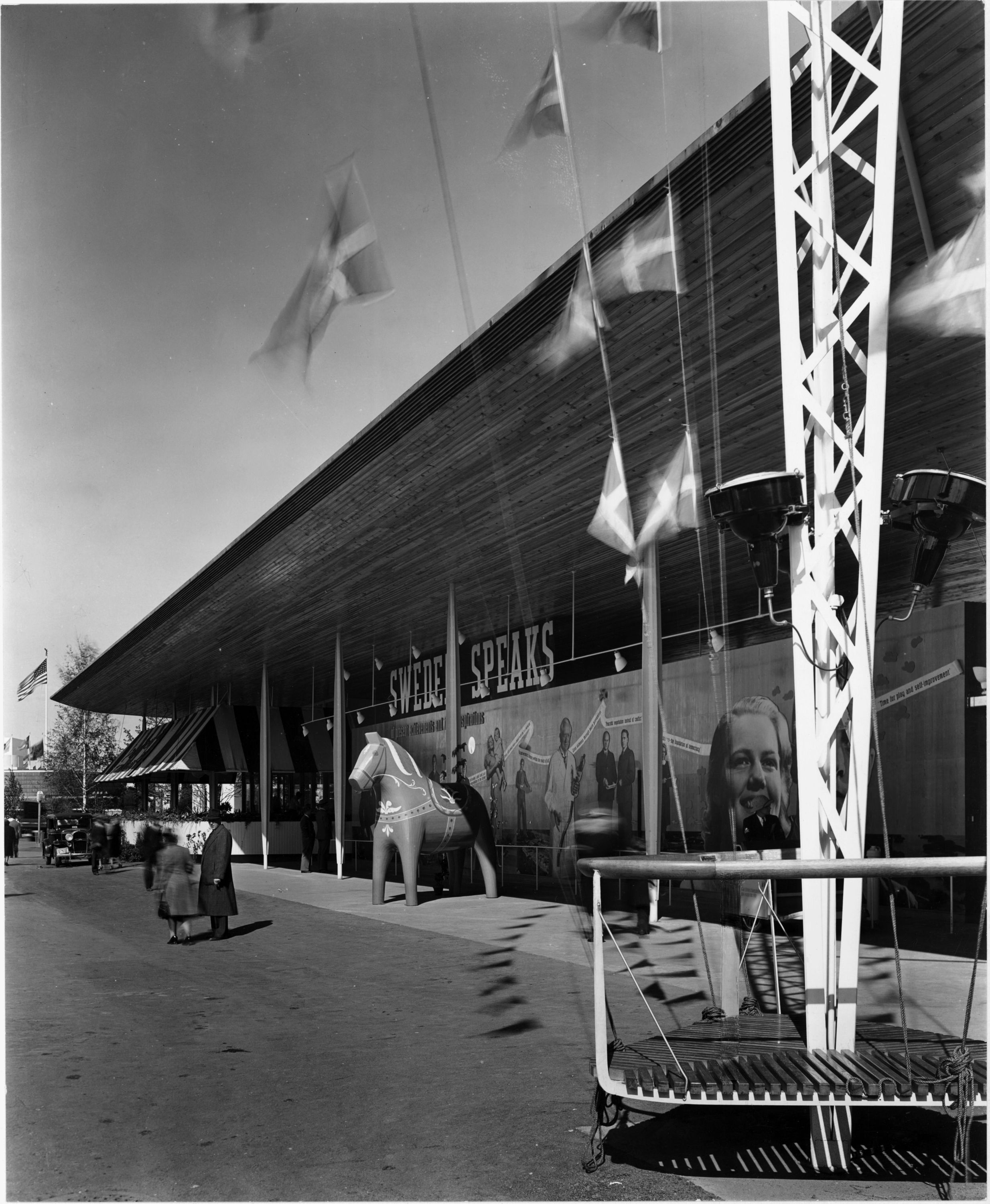
Dalahästen utanför entrén till svenska paviljongen.

Vid entrén till Sveriges paviljong fanns en 2,8 meter hög dalahäst som utfördes av dalkarlen Jerk Werkmäster för Nordiska Kompaniets verkstäder i Nyköping efter en idé från Bibi Lindström och Anders Beckman. Dalahästar hade tillverkats sedan 1600-talet men de var vid den här tiden i stort sett okända utanför Dalarna. Newyork-utställningen blev ett genombrott för dalahästen som en internationellt känd svensk nationalsymbol.

### Utvärdering och resultat
Drygt 4 000 000 personer besökte Sveriges paviljong vilket ansågs vara rekord för de så kallade smånationerna bland utställarna. Enbart restaurangen Three Crowns hade en miljon besökare.
Totalt såldes svenska produkter för 60 000 USD. Bäst sålde glasföremål. Hemslöjdsföremål sålde för cirka 6 000 USD vilket bedömdes vara ett gott resultat. Emellertid uppfylldes inte förväntningarna på försäljningen totalt sett när utställningsperioden var över och utvärderades. Försäljningen av tenn och framför allt silver var relativt obetydlig. Orsaken sägs ha varit höga tullar som gjorde dessa metallföremål alltför dyrbara. Den svenska satsningen i New York kostade slutligen mer än de 1 200 000 kronorna som budgeten föreskrev. Men när allt summerades så var arrangörerna överens om att svenska staten hade gått med vinst när goodwill-värdet i USA för de svenska näringarna räknades in.
Av hela medarbetarstyrkan på Sveriges paviljong var det två som stannade kvar i USA eftersom de hade träffat varsin partner och gift sig.

## Galleri

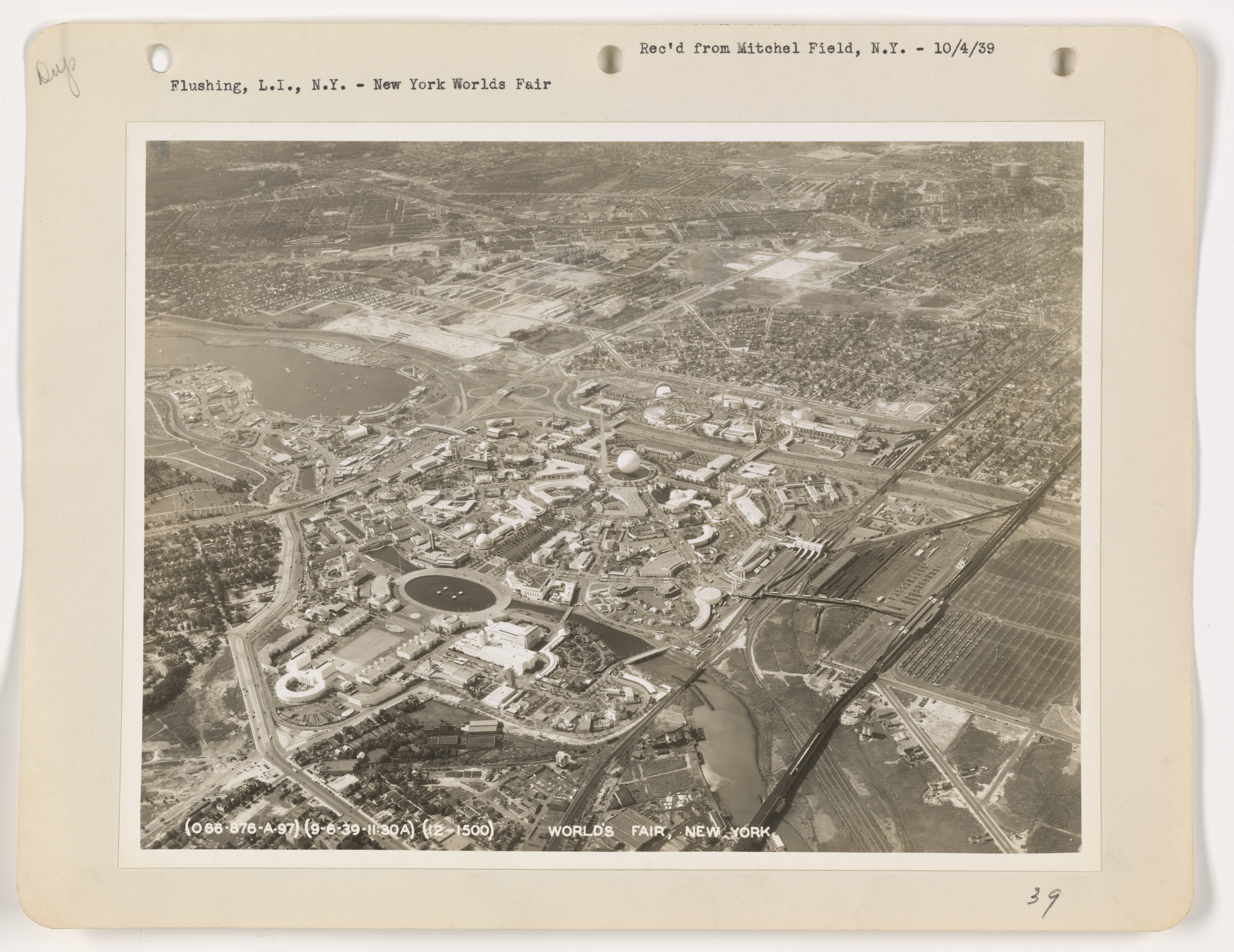
Flygfoto över området Flushing Meadows där utställningen höll till.
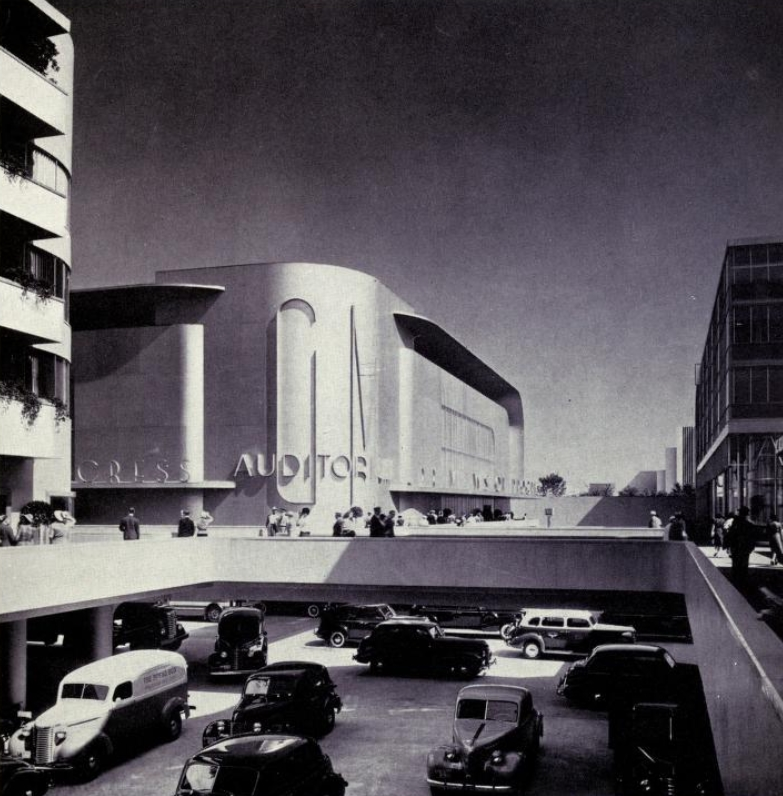
Gatukorsning vid utställningen Futurama, designad av Norman Bel Geddes.
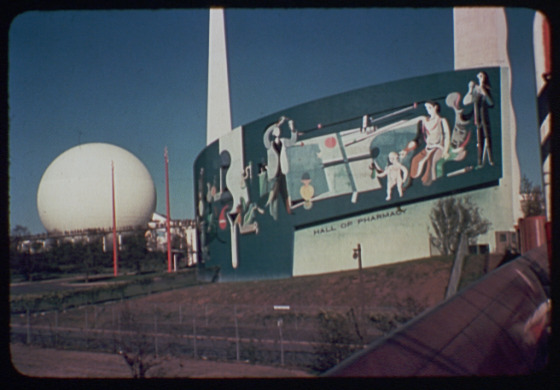
Mural av Willem de Kooning vid The Hall of Pharmacy.
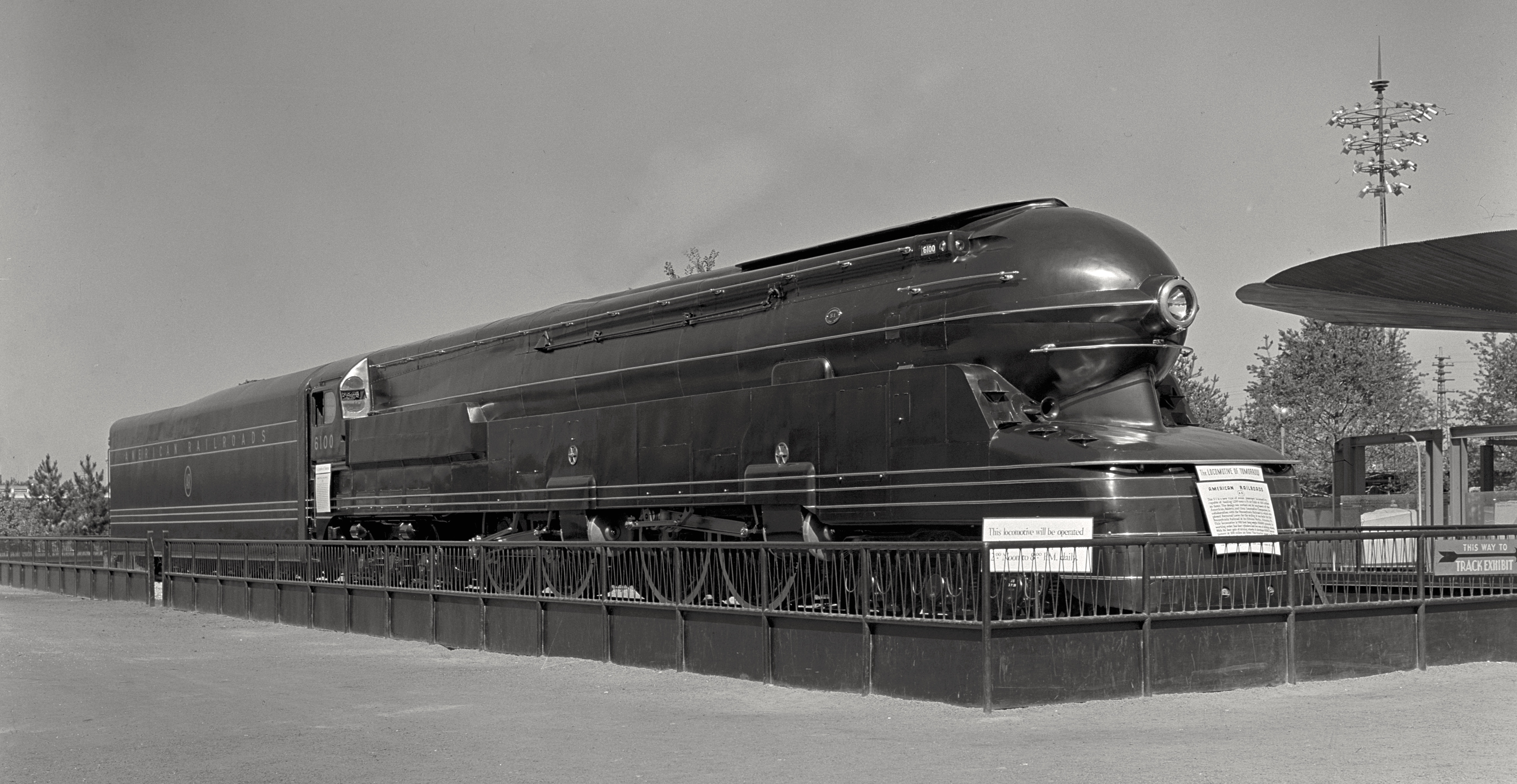
Raymond Loewys strömlinjelokomotiv PRR S1
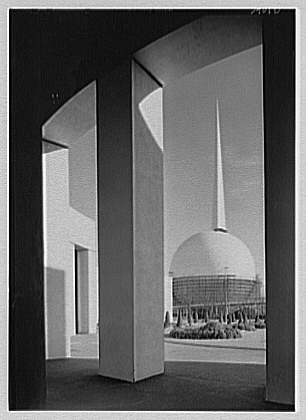
Trylon och Perisphere.
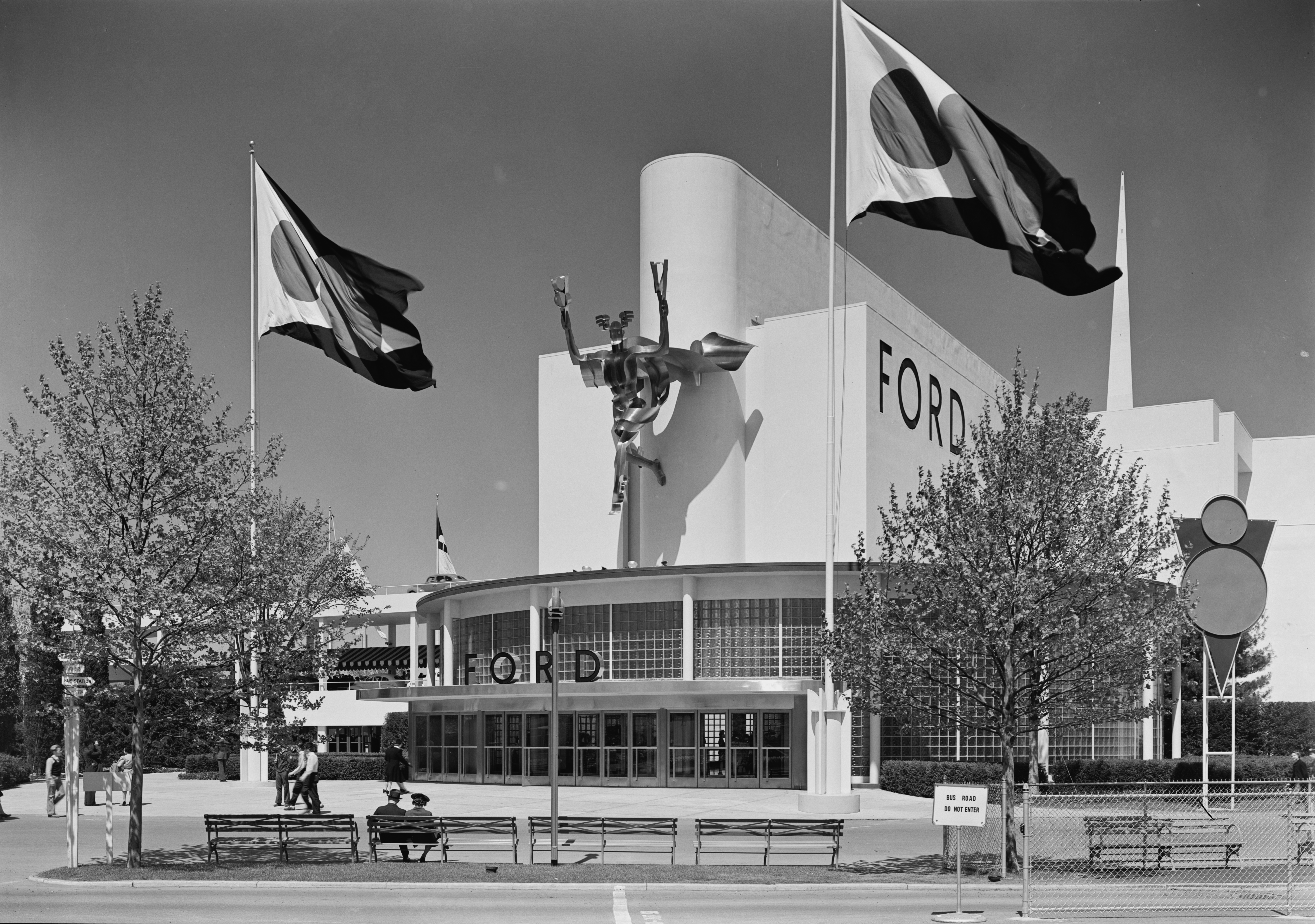
Utställningsbyggnaden för Ford.
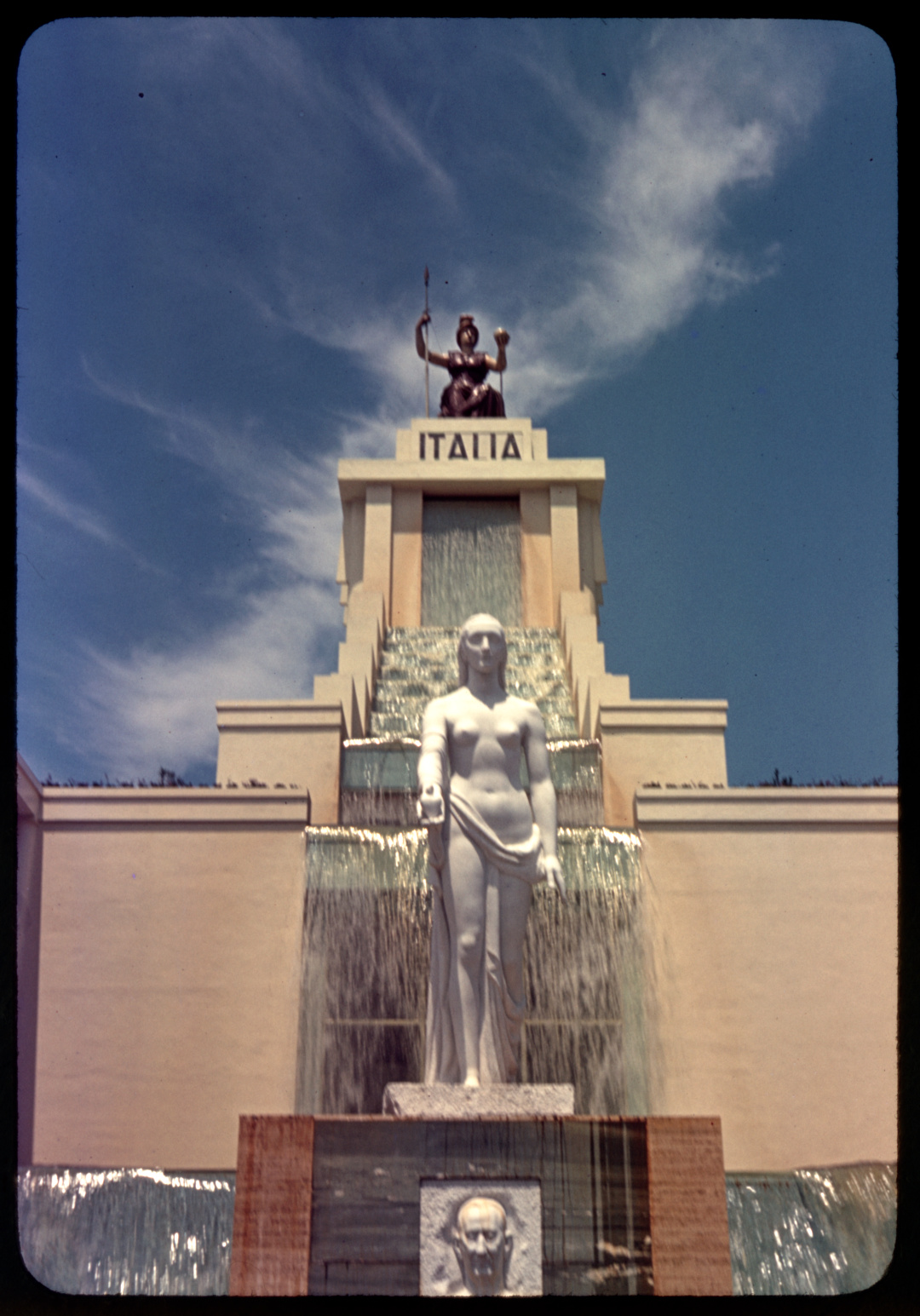
Italiens paviljong.
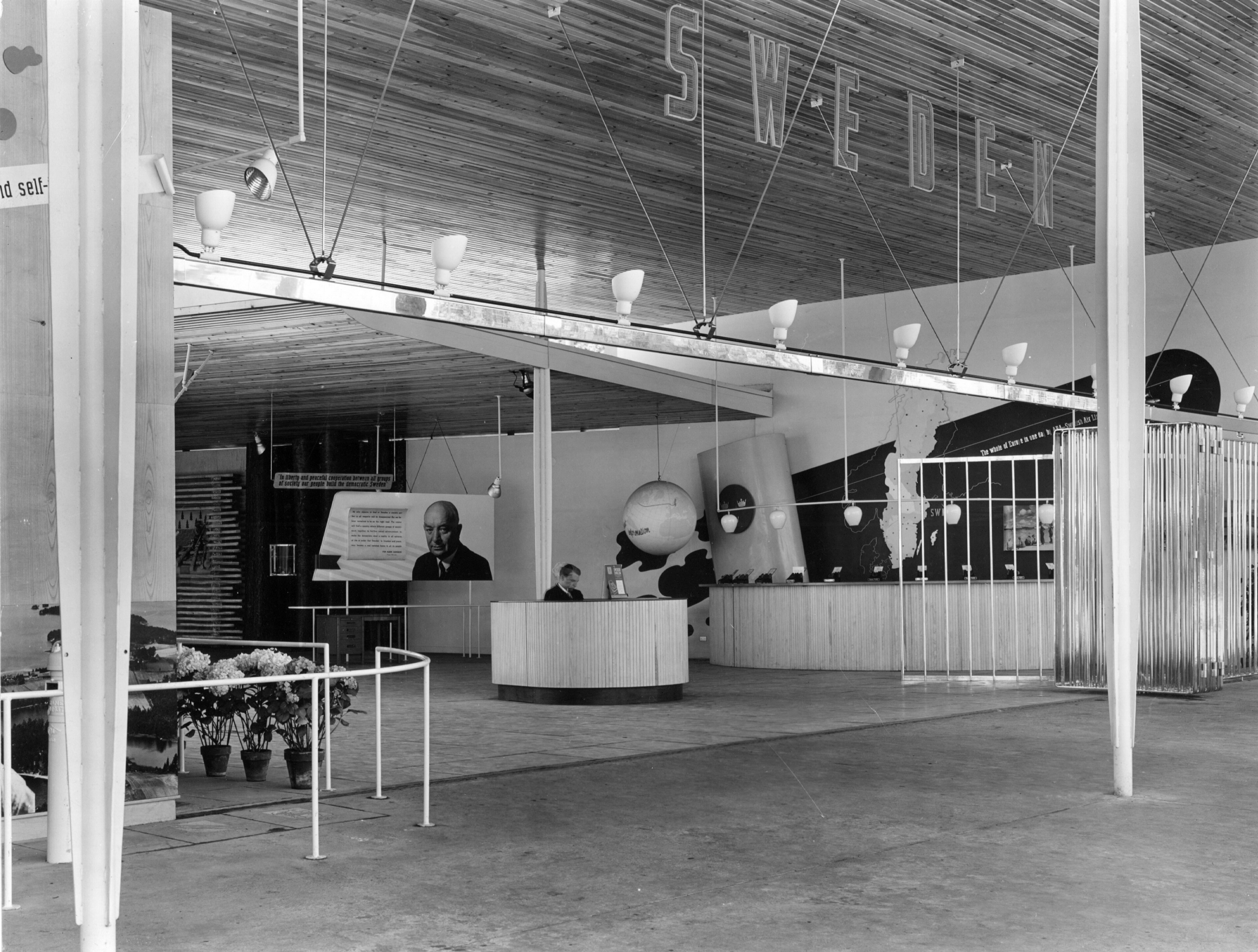
Sveriges paviljong med porträttet av Per Albin Hansson strax bakom informationsdisken.
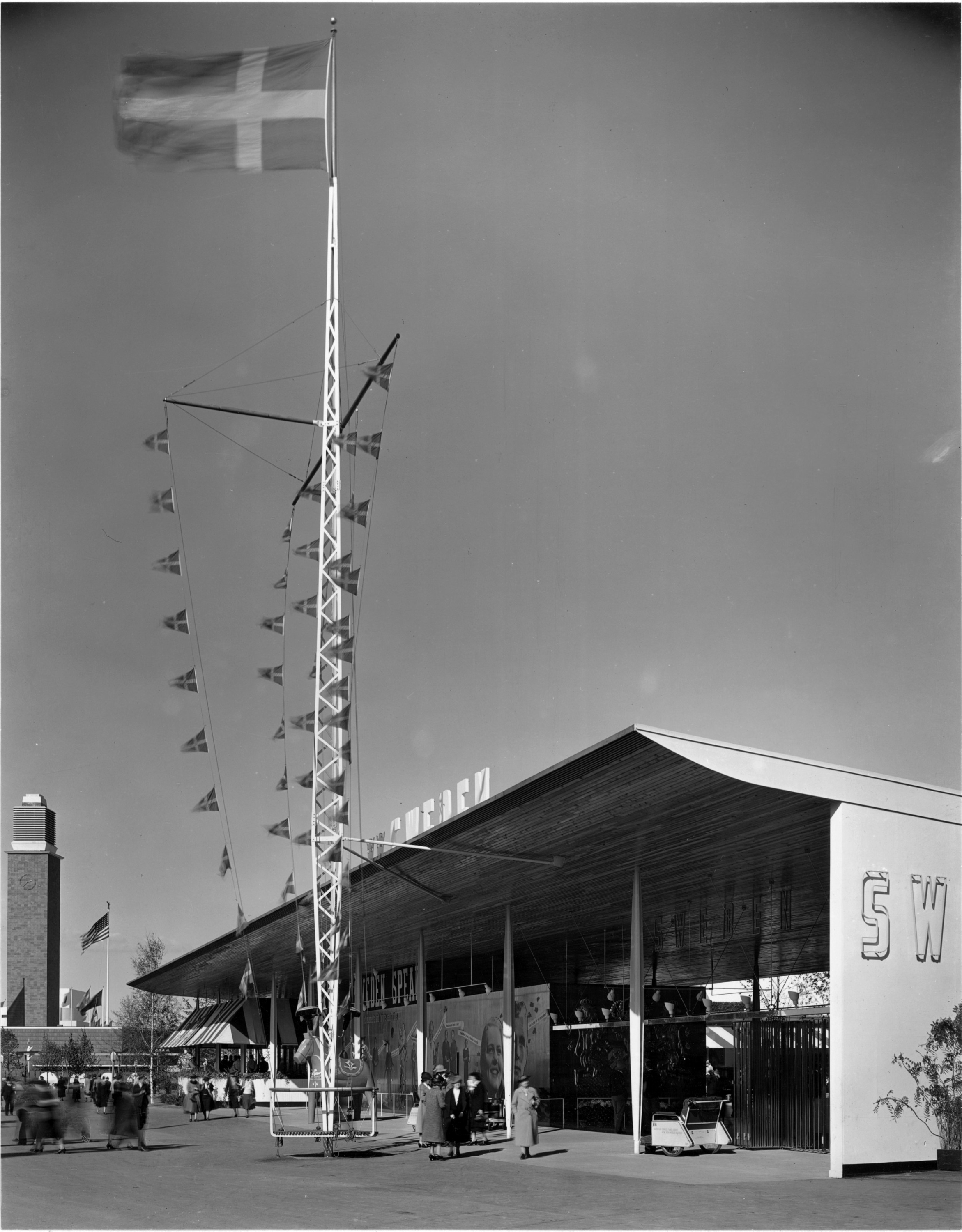
Sveriges paviljong, huvudentré med den 70 meter breda ”flygplansvingen” som taksektion.
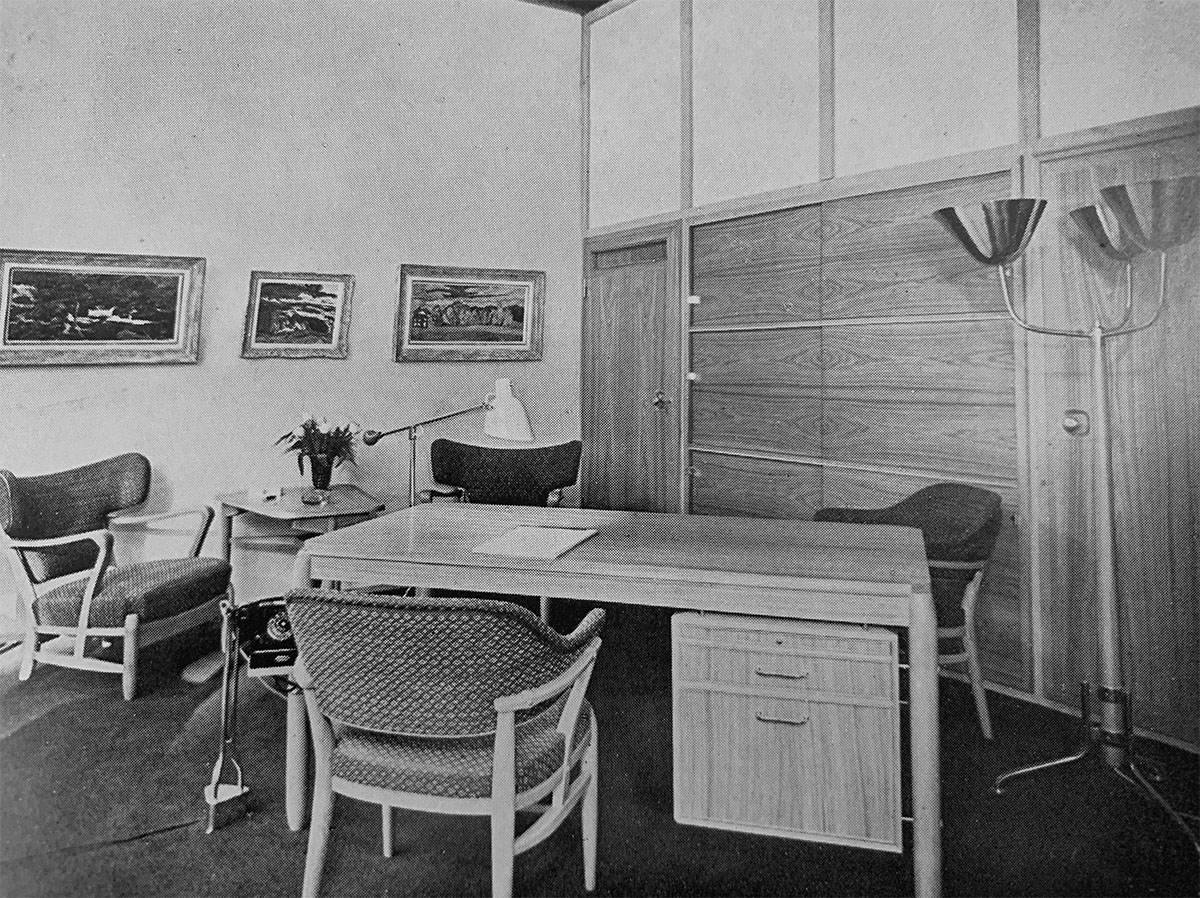
Möbler och belysningsarmaturer till generalkommissariatet, svenska paviljongen, utställda i Åtvidabergs industriers exponeringsyta på Hamngatan, Stockholm.